# Hans-Heinrich Müller

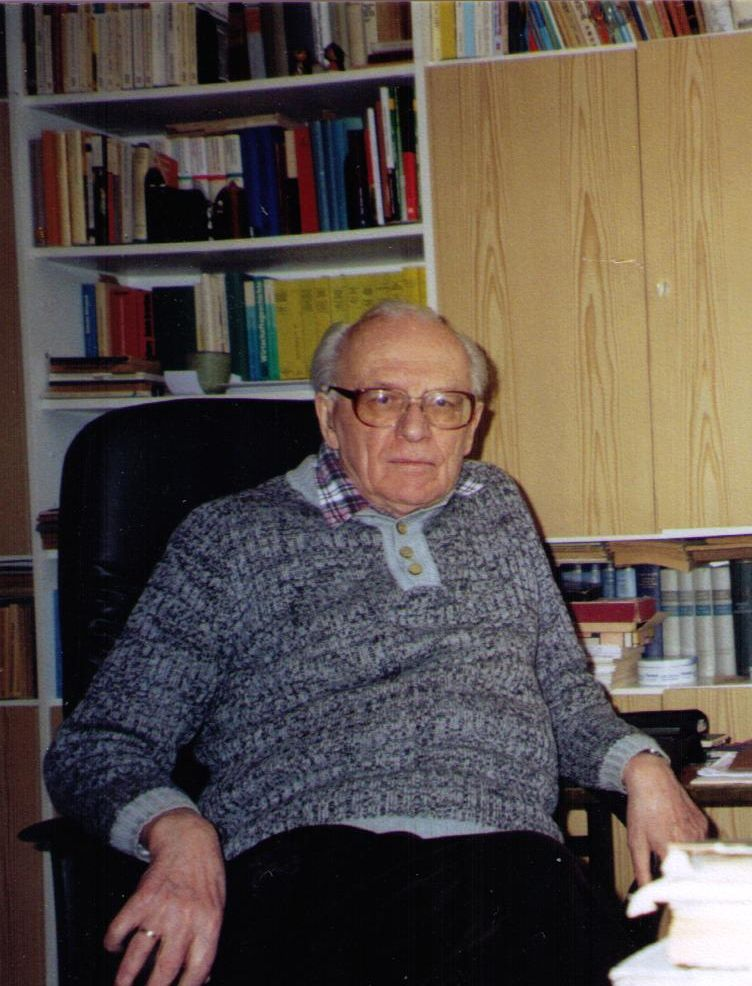
Hans-Heinrich Müller (2006)

Hans-Heinrich Müller (* 9. März 1926 in Zwickau; † 10. Oktober 2023 in Saalburg) war ein deutscher Wirtschafts- und Agrarhistoriker. Seine Forschungsschwerpunkte waren die Geschichte der Landwirtschaft im 18. und 19. Jahrhundert und die Agrarbiographik.

## Leben
Hans-Heinrich Müller, Sohn eines Kellners und einer späteren Angestellten, besuchte von 1939 bis 1943 die Höhere Handelsschule in Zwickau, die er mit der Mittleren Reife abschloss und begann dann eine kaufmännische Lehre in einem Flugzeugreparaturwerk. 1944 wurde er zur Wehrmacht eingezogen und nahm am Zweiten Weltkrieg teil. Nach Kriegsende war er zunächst als Hilfsarbeiter, kaufmännischer Angestellter, Buchhalter, Referent und Schulungsleiter in Dresden tätig. Von 1952 bis 1956 studierte er Wirtschaftswissenschaft an der Karl-Marx-Universität Leipzig und an der Humboldt-Universität Berlin. Nach dem Abschluss des Studiums als Diplom-Wirtschaftler 1956 war er als Assistent am Institut für Geschichte der Deutschen Akademie der Wissenschaften zu Berlin, Abteilung Wirtschaftsgeschichte, tätig. 1962 promovierte er bei Jürgen Kuczynski und Rudolf Berthold an der Berliner Humboldt-Universität mit der Dissertation „Die Entwicklungstendenzen des Ackerbaues in Brandenburg vor den Reformen des 19. Jahrhunderts“.
Seitdem war Hans-Heinrich Müller als Wissenschaftlicher Assistent, Mitarbeiter und Arbeitsleiter am Institut für Wirtschaftsgeschichte der Deutschen Akademie der Wissenschaften zu Berlin tätig (seit 1973 Akademie der Wissenschaften der DDR). Im Mai 1970 habilitierte er sich „Zu Problemen der Entwicklung der Produktivkräfte in der Landwirtschaft des 18. Jahrhunderts und ihre Widerspiegelung in den Preisschriften der Preußischen Akademie der Wissenschaften“ an der Hochschule für Ökonomie Berlin. 1987 wurde er zum Leiter der Abteilung „Agrarische Produktivkräfte“ am Institut berufen. Hier wirkte er bis zum Jahre 1991. Auch nach seinem altersbedingten Ausscheiden aus der Akademie blieb er der agrarhistorischen Forschung treu.

## Werk
In Fortsetzung der Thematik seiner Dissertation (1962) publizierte Hans-Heinrich Müller zunächst mehrere Beiträge zur Entwicklung der landwirtschaftlichen Produktion, der Lage der Bauern und insbesondere über die Domänen und Domänenpächter im Brandenburg-Preußen des 18. Jahrhunderts, die meisten davon in dem von der Deutschen Akademie der Wissenschaften herausgegebenen Jahrbuch für Wirtschaftsgeschichte. In seiner 1967 veröffentlichten Schrift „Märkische Landwirtschaft vor den Agrarreformen von 1807“ untersuchte er den Einfluss der wirtschaftlichen Veränderungen auf die Produktionsformen der Landwirtschaft. Dieser Forschungsschwerpunkt war auch das Thema seiner Abhandlung „Zu Problemen der Entwicklung der Produktivkräfte in der Landwirtschaft des 18. Jahrhunderts und ihre Widerspiegelung in den Preisschriften der Preußischen Akademie der Wissenschaften“, mit der er sich 1970 an der Hochschule für Ökonomie in Berlin-Karlshorst habilitierte.
Hans-Heinrich Müllers Habilitationsschrift war die Vorstudie zu seinem 1975 veröffentlichten Buch „Akademie und Wirtschaft im 18. Jahrhundert“. Hier behandelt er die ökonomischen Preisaufgabe und Preisschriften aller deutschen Akademien der Wissenschaften, insbesondere der Preußischen Akademie, vor allem die landwirtschaftlichen Aufgaben, wie Futterbau, Stallfütterung, Koppelwirtschaft und Düngung, die im 18. Jahrhundert von großer volkswirtschaftlicher Bedeutung waren. Das auf umfangreiche Archivstudien gestützte Buch fand international Beachtung.
Nach dem Abschluss dieses Werkes standen zunehmend agrargeschichtliche Probleme des 19. Jahrhunderts im Mittelpunkt von Müllers Forschungstätigkeit. Mehrere Beiträge publizierte er über die Entwicklung der Rübenzuckerindustrie in der Provinz Sachsen. Vor allem beleuchtete er dabei die Rolle der Kapitalgesellschaften, an denen auch viele Bauern beteiligt waren. Einen hohen Stellenwert räumte er der Biographik herausragender Personen aus dem Agrarbereich ein. Mehrere Beiträge widmete er dem Agrarreformer Johann Christian Schubart. Gemeinsam mit Volker Klemm verfasste er Lebensbilder über bedeutende deutsche Landwirte und Agrarwissenschaftler aus zwei Jahrhunderten, die 1988 als Buch unter dem Titel „Im Dienste der Ceres“ erschienen.
Maßgebenden Anteil hatte Hans-Heinrich Müller an der Erarbeitung und wissenschaftlichen Redaktion des, vom Institut für Wirtschaftsgeschichte der Akademie der Wissenschaften der DDR herausgegebenen, dreibändigen Handbuches „Produktivkräfte in Deutschland 1800 bis 1945“. Bei allen Bänden (1985, 1987, 1990) war Müller Mitherausgeber.
Im Ruhestand beschäftigte sich Hans-Heinrich Müller mit Leben und Werk von Franz Carl Achard, dem Direktor der Physikalischen Klasse der Preußischen Akademie der Wissenschaften und dem Begründer der Rübenzuckerindustrie. Nach intensiven Archiv- und Literaturstudien schrieb er eine, fast 700 Seiten umfassende, Biographie, die 2002 – anlässlich des 250. Geburtstages von Franz Carl Achard – erschienen ist. 
Die Publikationsliste von Hans-Heinrich Müller umfasst neben den Buchveröffentlichungen ca. 140 Beiträge in wissenschaftlichen und praxisnahen Zeitschriften und Handbüchern. Außerdem sind von ihm über 150 Rezensionen von agrar- und wirtschaftshistorischen Büchern erschienen. Zuletzt arbeitete er an seiner Autobiographie.
Für seine wissenschaftlichen Veröffentlichungen über die Domänen und Domänenpächter in Brandenburg-Preußen wurde Hans-Heinrich Müller 1989 mit dem René-Kuczynski-Preis ausgezeichnet. Zuletzt lebte er in Saalburg an der Bleichlochsperre in Thüringen.

## Schriften
- Die Entwicklungstendenzen des Ackerbaues in Brandenburg vor den Reformen des 19. Jahrhunderts. Ein Beitrag zur Entwicklung der Produktivkräfte in der Landwirtschaft unter besonderer Berücksichtigung des Anteils der Bauern am landwirtschaftlichen Fortschritt. Wirtschaftswissenschaftl. Diss. Humboldt-Univ. Berlin 1962. Maschinenschrift.
- Domänen und Domänenpächter in Brandenburg-Preußen im 18. Jahrhundert. In: Jahrbuch für Wirtschaftsgeschichte. 1965, Teil 4, S. 152–192.
- Märkische Landwirtschaft vor den Agrarreformen von 1807. Entwicklungstendenzen des Ackerbaues in der zweiten Hälfte des 18. Jahrhunderts. Potsdam 1967 = Veröffentlichungen des Bezirksheimatmuseums Potsdam, Heft 1.
- Zu Problemen der Entwicklung der Produktivkräfte in der Landwirtschaft des 18. Jahrhunderts und ihre Widerspiegelung in den Preisschriften der Preußischen Akademie der Wissenschaften. Agrarökonom. Habil.-Schr. Hochschule für Ökonomie Berlin-Karlshorst 1970. Maschinenschrift.
- Akademie und Wirtschaft im 18. Jahrhundert. Agrarökonomische Preisaufgaben und Preisschriften der Preußischen Akademie der Wissenschaften (Versuche, Tendenzen, Überblick). Akademie-Verlag Berlin 1975 = Studien zur Geschichte der Wissenschaften der DDR, Band 3.
- Die Entwicklung des Ackerbaus und der Aufschwung der landwirtschaftlichen Nebenindustrie von 1800 bis 1870 (Die Bedeutung des Kartoffel- und Zuckerrübenanbaus). In: Karl Lärmer (Hrsg.): Studien zur Geschichte der Produktivkräfte. Deutschland zur Zeit der Industriellen Revolution. Akademie-Verlag Berlin 1979 = Forschungen zur Wirtschaftsgeschichte, Band. 15, S. 215–243.
- Herkules in der Wiege. Streiflichter zur Geschichte der Industriellen Revolution (gemeinsam mit Hans-Joachim Rook). Urania-Verlag Leipzig-Jena-Berlin 1980.
- Geschichte der Produktivkräfte in Deutschland von 1800 bis 1945 in drei Bänden. Herausgegeben im Auftrag des Instituts für Wirtschaftsgeschichte der Akademie der Wissenschaften der DDR von Rudolf Berthold, Hans-Heinrich Müller u. a., Akademie-Verlag Berlin, Band 1: 1990; Band 2: 1985; Band 3: 1988. Wissenschaftliche Redaktion von Band 2: Hans-Heinrich Müller.
- Im Dienste der Ceres. Streiflichter zu Leben und Werk bedeutender deutscher Landwirte und Wissenschaftler (gemeinsam mit Volker Klemm). Urania-Verlag Leipzig-Jena-Berlin 1988.
- Johann Christian Schubart von Kleefeld – ein berühmter Sohn der Stadt Zeitz (1734–1787). Herausgegeben vom Kleefestverein Würchwitz Johann Christian Schubart von Kleefeld e. V. Zeitz 1993.
- Die brandenburgische Landwirtschaft von 1800 bis 1914/18 im Überblick. In: V. Klemm, G. Darkow und H.-R. Bork (Hrsg.): Geschichte der Landwirtschaft in Brandenburg. Verlag Mezögazda Budapest 1998, S. 9–75.
- Franz Carl Achard 1753–1821. Biographie. Unter Mitwirkung von Corné J. Aertssens und Jürgen Wilcke. Verlag Dr. Albert Bartens KG Berlin 2002.